# Сан-Марино на літніх Олімпійських іграх 2024
Сан-Марино на літніх Олімпійських іграх 2024 представляли п'ять спортсменів у п'яти видах спорту.